# Kiajaran Kulon
Kiajaran Kulon is een bestuurslaag in het regentschap Indramayu van de provincie West-Java, Indonesië. Kiajaran Kulon telt 5384 inwoners (volkstelling 2010).